# Brassaï
Brassaï, pseudoniem van Gyula Halász (Kronstadt, tegenwoordig Brașov, 9 september 1899 – Nice, 7 juli 1984) was een Frans fotograaf van Hongaarse afkomst.

## Leven en werk
Brassaï was de zoon van een professor in de Franse literatuur en verhuisde al op driejarige leeftijd met zijn ouders naar Parijs, waar zijn vader les ging geven aan de Sorbonne. Hij studeerde in schilderkunst in Boedapest en ging in 1920 naar Berlijn, waar hij de Universiteit van de Kunsten bezocht. In 1924 vestigde hij zich definitief in Parijs, waar hij zich aansloot bij de kunstenaarskringen in de wijk Montparnasse. Aanvankelijk ging hij werken als journalist. In die periode nam hij ook zijn pseudoniem Brassaï aan, hetgeen betekent: ‘van Brașov’.
Onder invloed van zijn vriend fotograaf André Kertész ontwikkelde Brassaï een fascinatie voor het fotograferen van het Parijse nachtleven. Dat bezorgde hem uiteindelijk grote faam. In de jaren dertig publiceerde hij diverse beroemd geworden fotoboeken, waarvan met name Paris de nuit de essentie van zijn werk weergeeft: oprechte en waarachtige beelden van het ware Parijs leven in al haar facetten, ook van de louche buurten. Zijn vriend Henry Miller noemde hem “het oog van Parijs”. 
Brassaï nam deel aan belangrijke internationale exposities, zoals Photography: 1839–1937 in het Museum of Modern Art in New York. Na de oorlog hield hij grote solotentoonstellingen, onder andere in het George Eastman House, het Art Institute of Chicago en diverse keren opnieuw in het Museum of Modern Art. Hij had veel succes in de Verenigde Staten en publiceerde vaak in Amerikaanse bladen zoals Harper's Bazaar. In 1953 werden een zestal foto's van hem geselecteerd door Edward Steichen voor de wereldberoemde tentoonstelling The Family of Man.
Brassaï was een veelzijdig kunstenaar en hield zich ook bezig met tekenen, schilderen en beeldhouwen. Ook maakte hij veel  kunstzinnige, surrealistische foto’s die doen denken aan Man Ray. Hij was bevriend met vooraanstaande kunstenaars zoals Pablo Picasso, Henry Miller, Léon-Paul Fargue en Jacques Prévert. In 1964 publiceerde hij het boek Conversations avec Picasso en in 1975 Henry Miller – The Paris Years.
Brassaï overleed in 1984 in Zuid-Frankrijk, op 84-jarige leeftijd. Hij werd begraven op het Cimetière du Montparnasse te Parijs.

## Werk (selectie)
- Paris de Nuit. 1933.
- Conversation avec Picasso. 1964.
- Marcel Proust sous l'emprise de la photographie. Tekst en 16 foto’s.
- Henry Miller – The Paris Years. 1975.